# Interstate 97
Interstate 97 (afgekort I-97) is een intrastate Interstate Highway welke volledig gelegen is Anne Arundel County, Maryland, Verenigde Staten. De snelweg begint in Annapolis en eindigt in Baltimore. Belangrijke plaatsen langs de I-97 zijn Annapolis, Millersville, Odenton, Severn en Baltimore.